# Шиэн, Пэтти
Пэтти Шиэн (англ. Patty Sheehan; род. 27 октября 1956 года) — американский профессиональный игрок в гольф. Выступает в LPGA Tour с 1980 года, победитель шести крупнейших женских соревнований по гольфу и 35 официальных турниров LPGA Tour. Включена в Зал славы мирового гольфа.

## Ранние годы
Пэтти Ниэн родилась в Мидлбери, штат Вермонт. Училась в Earl Wooster High School в Рино, штат Невада. В 13 лет была одной из лучших лыжниц-юниоров страны. Дальнейшее образование получала в Невадском университете в Рино и в Университете штата в Сан-Хосе.
В 1972–74 годах Шиэн стала победителем трёх подряд чемпионатов по гольфу среди старших школ Невады, затем в 1975–78 годах трёх подряд любительских чемпионатов Невады и в 1977–78 годах двух подряд женских любительских чемпионатов Калифорнии. В 1979 году она заняла второе место на Женском любительском чемпионате США по гольфу, а в 1980 году — национальным чемпионом по гольфу среди учащихся колледжей. В Кубке Кертиса 1980 года Шиэн закончила соревнования с результатом 4:0, сделав существенный вклад в победу команды США. В том же году она получила Премию Бродерика.

## Профессиональная карьера
В 1980 году Шиэн начала профессиональную карьеру и выступила в LPGA Tour. В 1981 году она была награждена призом лучшему новичку года за первую профессиональную победу, одержанную на турнире Mazda Japan Classic. В 1980-е годы Шиэн продолжала доказывать свой высокий уровень, одержав по четыре победы в сезонах 1983 и 1984 годов, в том числе победив в Чемпионатах LPGA. В 1984 году она завоевала Приз Вэйр за самое низкое среднее число ударов за сезон. В 1983 году ей была присуждена награда «Игрок года» от LPGA Tour, а в 1987 году Sports Illustrated назвал её в числе спортсменов года.
1990-е годы Пэтти Шиэн начала с пяти побед в 1990 году. В 1992 и 1994 годах она победила на Женском открытом чемпионате США по гольфу, в 1995 первенствовала на Mazda LPGA Championship, в 1996 — на Nabisco Dinah Shore (в настоящее время — Kraft Nabisco Championship). В рамках LPGA это была её последняя победа. Благодаря 30 одержанным на чемпионатах LPGA победам, она квалифицировалась в 1993 году квалифицировалась в Зал славы. С 1982 по 1993 годы Шиэн каждый раз завершала сезон в десятке самых успешных игроков по заработанным призовым.
Пэтти Шиэн пять раз играла за команду США в Кубке Солхейма: в 1990, 1992, 1994, 1996 и 2002 годах. В 2003 году она была капитаном команды.

## Личная жизнь
Шиэн стала одной из первых женщин-игроков LPGA, публично объявивших, что являются лесбиянками. Шиэн и её партнёрша Ребекка Гастон усыновили двух детей.

## Профессиональные победы

### LPGA Tour (35)
| Легенда к таблице                   |
| Крупнейшие чемпионаты LPGA Tour (6) |
| Прочие турниры LPGA Tour (29)       |

| №  | Дата        | Турнир                              | Результат             | Преимущество | Второе место                                     |
| -- | ----------- | ----------------------------------- | --------------------- | ------------ | ------------------------------------------------ |
| 1  | 08.11.1981  | Mazda Japan Classic                 | −9 (73-69-71=213)     | 4            | Бет Дэниэл                                       |
| 2  | 25.04.1982  | Orlando Lady Classic                | −7 (70-69-70=209)     | Плей-офф     | Кати Постлуэйт                                   |
| 3  | 26.09. 1982 | Safeco Classic                      | −12 (68-69-69-70=276) | 1            | Джо-Энн Карнер                                   |
| 4  | 03.10.1982  | Inamori Classic                     | −12 (68-70-69-69=276) | 4            | Джойс Кзмирски                                   |
| 5  | 29.05.1983  | Corning Classic                     | −16 (70-70-69-63=272) | 8            | Синди Хилл                                       |
| 6  | 12.06.1983  | Чемпионат LPGA                      | −9 (68-71-74-66=279)) | 2            | Сандра Хейни                                     |
| 7  | 14.08.1983  | Henredon Classic                    | −16 (65-70-71-66=272) | 4            | Джо-Энн Карнер                                   |
| 8  | 26.09.1983  | Inamori Classic                     | −7 (68-70-71=209)     | 2            | Джули Инкстер                                    |
| 9  | 05.02.1984  | Elizabeth Arden Classic             | −8 (71-68-69-72=280)  | 2            | Шерри Тёрнер                                     |
| 10 | 03.06.1984  | Чемпионат LPGA                      | −16 (71-70-63-68=272) | 10           | Пэт Брэдли, Бет Дэниэл                           |
| 11 | 10.06.1984  | McDonald's Kids Classic             | −7 (65-72-74-70=281)  | 2            | Эми Элкотт                                       |
| 12 | 12.08.1984  | Henredon Classic                    | −11 (67-70-72-68=277) | 1            | Джо-Энн Карнер, Дот Жермен                       |
| 13 | 10.02.1985  | Sarasota Classic                    | −10 (69-71-72-66=278) | 1            | Нэнси Лопез                                      |
| 14 | 21.04.1985  | J&B Scotch Pro-Am                   | −13 (67-65-71-72=275) | 2            | Элис Миллер                                      |
| 15 | 09.02.1986  | Sarasota Classic                    | −9 (68-69-71-71=279)  | 3            | Пэт Брэдли, Джули Инкстер                        |
| 16 | 26.02.1986  | Kyocera Inamori Classic             | −10 (69-71-68-70=278) | 1            | Пэт Брэдли                                       |
| 17 | 23.04.1986  | Konica San Jose Classic             | −4 (71-70-71=212)     | Плей-офф     | Эми Элкотт, Бетси Кинг, Аяко Окамото             |
| 18 | 14.02.1988  | Sarasota Classic                    | −6 (71-72-72-67=282)  | 3            | Джо-Энн Карнер                                   |
| 19 | 02.11.1988  | Mazda Japan Classic                 | −10 (72-67-67=206)    | Плей-офф     | Лизелотте Нойманн                                |
| 20 | 04.06.1989  | Rochester International             | −10 (68-73-66-71=278) | Плей-офф     | Аяко Окамото                                     |
| 21 | 21.01.1990  | The Jamaica Classic                 | −1 (69-68-75=212)     | 3            | Пэт Брэдли, Линн Коннели, Джейн Геддес           |
| 22 | 10.06.1990  | McDonald's Championship             | −9 (70-67-68-70=275)  | 1            | Пэт Брэдли, Элейн Кросби                         |
| 23 | 24.06.1990  | Rochester International             | −17 (72-64-68-67=271) | 4            | Эми Элкотт                                       |
| 24 | 09.09.1990  | Ping-Cellular One Golf Championship | −8 (70-71-67=208)     | 1            | Даниэлла Аммаккапане                             |
| 25 | 16.09.1990  | Safeco Classic                      | −18 (69-65-66-70=270) | 9            | Деб Ричард                                       |
| 26 | 23.02.1991  | Orix Hawaiian Ladies Open           | −9 (68-69-70=207)     | 3            | Пэт Брэдли                                       |
| 27 | 28.06.1992  | Rochester International             | −19 (70-65-63-71=269) | 9            | Нэнси Лопез                                      |
| 28 | 05.07.1992  | Jamie Farr Toledo Classic           | −4 (70-73-66=209)     | 1            | Брэнди Бертон, Хитер Дрю, Тэмми Грин, Деб Ричард |
| 29 | 26.07.1992  | Открытый чемпионат США              | −4 (69-72-70-69=280)  | Плей-офф     | Джули Инкстер                                    |
| 30 | 21.03.1993  | Standard Register PING              | −17 (70-70-65-70=275) | 5            | Даун Ко-Джонс, Крис Четтер                       |
| 31 | 13.06.1993  | Mazda LPGA Championship             | −9 (70-72-69-68=279)  | 1            | Лори Мертен                                      |
| 32 | 21.07.1994  | Открытый чемпионат США              | −7 (66-71-69-71=277)  | 1            | Тэмми Грин                                       |
| 33 | 18.06.1995  | Rochester International             | −10 (73-66-69-70=278) | 4            | Шерри Стейнхауэр                                 |
| 34 | 17.09.1995  | Safeco Classic                      | −14 (68-65-70-71=274) | 2            | Эмили Клейн                                      |
| 35 | 31.03.1996  | Nabisco Dinah Shore                 | −7 (71-72-67-71=281)  | 1            | Мег Мэллон, Келли Робинс, Анника Сёренстам       |

### Прочие победы
- 1992 Женский открытый чемпионат Британии по гольфу[п 1], Wendy's 3-Tour Challenge (с Нэнси Лопез и Дотти Мокри)
- 1994 JCPenney/LPGA Skins Game

### Победы в серии Legends Tour
- 2002 Copps Great Lakes Classic
- 2005 BJ's Charity Championship (с Пэт Брэдли; первое место также разделили Синди Рарик и Джен Стефенсон)
- 2006 World Ladies Senior Open